# Персональний композитний інструмент
Персональний композитний інструмент (англ. Personal Composite Instrument, PCI) — клас синтетичних фінансових інструментів, який утворюється шляхом вираження вартості базового інвестиційного портфеля в одиницях котированого портфеля. У математичній формі історична вартість, або безрозмірне котирування PCI в кожен момент часу, розраховується на основі моделі крос-курсу, тобто у вигляді відношення
{\displaystyle PCI={\frac {\sum _{i=1}^{M}N_{i}\cdot P_{B}^{i}(USD)}{\sum _{j=1}^{N}N_{j}\cdot P_{Q}^{j}(USD)}}={\frac {B(USD)}{Q(USD)}}}
Тут B (USD) і Q (USD) являють собою вартість базового та котированого портфелів, виражені в американських доларах.
Ni — Число одиниць активу «i» базового портфеля, а PiB — його поточна вартість.
Відповідно Nj  — число одиниць активу «j» котированого портфеля і PjB  — його поточна вартість.
У тривіальному випадку чисельника і знаменнику відповідає єдиний унікальний актив, наприклад Google — Apple. Тоді при одиничному обсязі базової й котированої частини поточний курс композитного інструменту Google/Apple формується як відношення ціни однієї акції Google й однієї акції Apple.
Створення композитних інструментів, тобто визначення формули PCI, вимагає безпосередньої вказівки складу активної (базової) і пасивної (котируючої) частини. Необхідно вказати об'єм (обсяг) кожного активу у відносному або абсолютному вираженні.
Торговельні операції композитним інструментом здійснюються таким чином:
Купівля:
1. Визначення інвестором обсягу коштів V0(USD), затрачених на операцію купівлі композитного інструмента — тобто об'єм PCI;
2. Купівля NB одиниць базового портфеля за умови, що {\displaystyle {V}_{0}={N}_{B}{P}_{B}(USD)}. Тут PB(USD) є ціною одиниці базового портфеля, яка виражена в доларах США;
3. Продаж NQ одиниць CFD котируваного портфеля за умови, що {\displaystyle {V}_{0}={N}_{Q}{P}_{Q}(USD)}. Тут PQ(USD) — ціна одиниці котируваного портфеля, виражена в доларах США.
Продаж;
1. Визначення інвестором обсягу коштів V0(USD), затрачених на операцію продажу композитного інструмента — тобто об'єм PCI
2. Купівля NQ одиниць котируваного портфеля за умови, що {\displaystyle {V}_{0}={N}_{Q}{P}_{Q}(USD)}. Тут PQ(USD) — ціна одиниці котируваного портфеля, виражена в доларах США
3. Продаж NB одиниць CFD котируваного портфеля за умови, що {\displaystyle {V}_{0}={N}_{B}{P}_{B}(USD)}. Тут PB(USD) — ціна одиниці базового портфеля виражена в доларах США.
Слід зазначити, що після відкриття позиції, історичні котирування відповідають реальній вартості композитного інструменту з точністю до постійного множника. Дійсно, в момент відкриття позиції автоматично (відповідно до Умови 3) виконується нормування: {\displaystyle PCI=1}.
Виконання цієї умови забезпечується зміною обсягу котируваної частини при збереженні обсягу базової частини синтетичного інструменту. Масштабування ціни, яке проводиться при здійсненні операції НЕ впливає на результати технічного аналізу, який може проводитися відповідно до ненормованих історичних котирувань.
Після відкриття позиції прибутковість окремо взятої угоди PCI з урахуванням нормування виражається на підставі наступного співвідношення:
{\displaystyle R(\%)=\left({\frac {{N}_{B}}{{N}_{Q}}}\right){\Delta PCI}\cdot 100\%={\frac {{N}_{B}{P}_{B}(USD)-{N}_{Q}{P}_{Q}(USD)}{{V}_{0}}}\cdot 100\%}
Тут {\displaystyle \Delta PCI} вказує на приріст ціни композитного інструменту за час утримання позиції. Таким чином, після відкриття позиції прибутковість не залежить від початкових цін базового і котируваного портфеля, а визначається структурою композитного інструменту і поточною вартістю базового і котированого портфелів.